# ЦСК ВВС в еврокубках
Как чемпион страны 2001 года ЦСК ВВС принял участие во втором розыгрыше Кубка УЕФА среди женских команд.
По жребию ЦСК ВВС попал в восьмую отборочную группу, которая играла в австрийском городе Инсбрук. Соперниками самарских футболисток были хозяйки турнира — австрийская команда «Инсбрук» («Innsbrucker Athletic Club-FC Tiroler Loden»), шотландский «Килмарнок» («FC Kilmarnock Ladies») и португальский «Дезембро» («Sociedade União 1º de Dezembro»). Все 4 команды были дебютантами розыгрыша Кубка УЕФА.

## Заявочный лист
| №  |             | Поз. | Имя                    | Год рождения |
| -- | ----------- | ---- | ---------------------- | ------------ |
| 1  | Флаг России | Вр   | Светлана Петько        | 06.06.1970   |
| 2  | Флаг России | ПЗ   | Юлия Исаева            | 30.06.1977   |
| 3  | Флаг России | Защ  | Марина Примак          | 21.02.1972   |
| 5  | Флаг России | Защ  | Орынбасар Дауренбекова | 03.09.1968   |
| 6  | Флаг России | Защ  | Наталья Филиппова      | 02.07.1975   |
| 7  | Флаг России | ПЗ   | Сауле Джарболова       | 23.10.1973   |
| 8  | Флаг России | Нап  | Ирина Григорьева       | 21.01.1972   |
| 9  | Флаг России | ПЗ   | Ольга Карасева         | 06.10.1975   |
| 10 | Флаг России | Нап  | Татьяна Егорова        | 10.03.1970   |
| 11 | Флаг России | Нап  | Елена Кононова         | 17.08.1969   |

| №  |             | Поз. | Имя             | Год рождения |
| -- | ----------- | ---- | --------------- | ------------ |
| 12 | Флаг России | Защ  | Лилия Васильева | 13.03.1974   |
| 13 | Флаг России | ПЗ   | Мария Дьячкова  | 26.05.1982   |
| 14 | Флаг России | ПЗ   | Ольга Уварова   | 29.07.1980   |
| 15 | Флаг России | ПЗ   | Елена Денщик    | 11.11.1973   |
| 16 | Флаг России | Вр   | Эльвира Тодуа   | 31.01.1986   |
| 17 | Флаг России | Нап  | Галина Комарова | 12.08.1977   |
| 18 | Флаг России | Нап  | Ольга Кремлева  | 09.10.1974   |
| 20 | Флаг России | Нап  | Ирина Малыгина  | 24.04.1982   |
| 21 | Флаг России | Нап  | Ирина Петряева  | 07.01.1974   |
| 22 | Флаг России | Нап  | Анна Горячева   | 23.02.1986   |

## Отборочный тур
Первый еврокубковый матч самарские футболисты провели с командой «Килмарнок». Судила матч Карла де Бок из Бельгии. У соперниц в составе было 6 игроков сборной Шотландии. Проливной дождь осложнил игру. Мяч скользил по воде и часто не подчинялся футболистам. ЦСК ВВС начали осторожно. Видимо, сказывалось и усталость, ведь ЦСК ВВС добиралась в Инсбрук почти 30 часов (команда пропустила тренировку назначенную на основной арене турнира на 18:00 MSK 24 сентября). Последний матч чемпионата был сыгран 22 сентября (ЦСК ВВС — «Дон-Текс» 5:0), АЖФР и ее президент В.И. Моделевский отказались его перенести хотя бы на день вперед. Да и начало игры было в 18:00 по местному времени, что соответствовало 21 часу в Самаре. Но несмотря на это голевых моментов у ворот Джонстоун было предостаточно. Удары как правило шли мимо ворот, а те что попадали в створ, отражала вратарь, однажды Галина Комарова мощно пробила в перекладину. Был и выход один на один, но неудачный. Самую активную в составе ЦСК ВВС Ирину Григорьеву, игравшею из-за травмы на уколах, за три минуты до конца игры буквально снесли в штрафной, но арбитр пенальти не дала, даже тренер шотландок Джим Чэпман признал это, но остался довольным результатом в стартовом матче с ЦСК ВВС.
| 25 сентября 2002 групповой этап | Килмарнок | 0:0   | ЦСК ВВС | Инсбрук                                                 |
| 20:00 MSK |           | отчет |         | Стадион: Тиволи-Ной Зрителей: 250 Судья: Carla De Boeck |
| Килмарнок: Johnstone, Cheyne, Smith, Kerr, Burns, Hind, Sneddon, Fowler, Mclaughlin ( 65' Hough), Brown ( 90' Barbour), Love ( 79' MacDonald) · ЦСК ВВС: Петько, Исаева, Примак, Филиппова, Григорьева, Карасева, Егорова, Дьячкова, Денщик, Кремлева ( 62' Комарова), Петряева |           |       |         |                                                         |

26 сентября с 16:00 до 17:00 MSK была проведена тренировка на стадионе «Tivoli-Alt», домашней арене хозяек турнира «Инсбрука». Второй матч вновь проходил под проливным дождем, во втором тайме он превращался в ливень. Матч начался в 23 часа по самарскому времени. У соперниц в составе было 4 игрока сборной Австрии и игрок сборной Болгарии. Довольно быстро самарские футболистки захватили инициативу и много атаковали. Им удавались красивые комбинации. Голы на счету: Дьячковой, Кремлевой, Егоровой и Джарболовой, однажды Ольга Кремлева, находясь в трех метрах от ворот, пробила в перекладину.
| 27 сентября 2002 групповой этап | Инсбрук | 0:4   | ЦСК ВВС                                                   | Инсбрук                                                           |
| 22:00 MSK |         | отчет | 7′ Дьячкова · 31′ Кремлева · 65′ Егорова · 69′ Джарболова | Стадион: Тиволи-Ной Зрителей: 500 Судья: Floarea Cristina Ionescu |
| Инсбрук: Ahmedova, Huber, Hochstöger, Fuhrmann ( 79' Christina Bielowski), Lechner, Steffan, Zerhau, Mircheva ( 77' Amplatz), Stehrer, Nagl, Bugl ( 50' Stefanie Bielowski) · ЦСК ВВС: Петько ( 74' Тодуа), Исаева, Примак, Филиппова, Карасева ( 18' Джарболова), Егорова, Дьячкова ( 74' Васильева), Денщик, Кремлева, Комарова, Петряева 22' |         |       |                                                           |                                                                   |

28 сентября с 12:00 до 13:00 MSK была проведена тренировка на третьем поле тренировочной базы хозяек турнира.
Третий матч ЦСК ВВС проводил с португальским клубом «Дезембро», имевшим две победы, его устраивала ничья. У соперниц в составе было 8 игроков сборной Португалии. ЦСК ВВС нужна была только победа и подопечные Александра Соловьёва с первых минут обрушили на ворота соперников шквал атак. Было заметно преимущество в физических кондициях, что быстро привело к голу, а забив второй гол ЦСК ВВС было не остановить.
| 29 сентября 2002 групповой этап | Дезембро | 0:3   | ЦСК ВВС                           | Инсбрук                                                 |
| 17:00 MSK |          | отчет | 2′, 33′ Кремлева · 76′ Григорьева | Стадион: Тиволи-Ной Зрителей: 100 Судья: Carla De Boeck |
| Дезембро: Correia, Gomes, Fernandes, Couto, Reis 65', Adilia Martins ( 90' Molhinho), Liliana Martins ( 42' Tavares), Caires 90', Xavier ( 81' Messias), Brunheira, Santos · ЦСК ВВС: Петько ( 80' Тодуа), Исаева, Примак 83', Филиппова, Джарболова, Егорова, Дьячкова ( 80' Васильева), Кремлева ( 65' Григорьева), Денщик, Комарова, Петряева |          |       |                                   |                                                         |

## 1/4 финала
В рамках подготовки к матчу ЦСК ВВС должен был провести два матча (6 и 20 октября) финала Кубка России с тольяттинской «Ладой». Для ЦСК ВВС необходим был сильный спарринг и время для отдыха. Но тренер «Лады» Александр Григорян не выполнил поставленной задачи на сезон - завоевание золотых медалей (и поэтому важно было выиграть Кубок) и тогда из-за участия трёх игроков «Лады» в составе сборной России на коммерческом турнире 2002 NIKE в США (последнее место), попросил АЖФР перенести сроки проведения финальных матчей Кубка России (20 и 27 октября). ЦСК ВВС согласился, при условии проведения домашнего матча на стадионе «Центра подготовки армейских спортсменов» (база Министерства обороны РФ) «Малом Седле» в Кисловодске, где проходили сборы команды. Руководство «Лады» ответило отказом. Новые сроки не встраивались в концепцию подготовки ЦСК ВВС к официальному матчу ¼ финала Кубка УЕФА с английским клубом «Арсенал» («Arsenal Ladies FC»). АЖФР не ответила на вопрос руководства ЦСК ВВС: «Почему на просьбу клуба перенести последний матч чемпионата России на 1 день вперед из-за участия в отборочном туре Кубка УЕФА ассоциация ответила отказом, но спустя 1,5 месяца по просьбе «Лады» сдвинула сроки проведения финала Кубка России?!». ЦСК ВВС отказался участвовать в финале. «Арсенал» до матча с ЦСК ВВС провел 4 матча в чемпионате в которых победил с разницей мячей 19-3 и тем не менее кубковый матч c «Лидс Юнайтед» назначенный на 27 октября 2002 попросил федерацию футбола Англии перенести (и та пошла ему на встречу). В стартовом составе «Арсенала» вышло: 5 игроков сборной Англии; 3 игрока сборной Ирландии; по 1 игроку сборной Уэльса, Шотландии и молодежной сборной Англии. Игра проходила на мокром, вязком поле. Игроки ЦСК ВВС были тяжелы в движении, видно, что нагрузки заданные на УТС в Кисловодске, были излишними.
| 2 ноября 2002 ¼ финала | ЦСК ВВС | 0:2   | Арсенал                  | Самара                                               |
| 11:00 MSK |         | отчет | 5′ Maggs · 15′ MacDonald | Стадион: Металлург Зрителей: 3000 Судья: Geja Mulder |
| ЦСК ВВС: Петько, Исаева ( 46' Джарболова), Примак, Филиппова, Карасева, Егорова, Дьячкова 80', Денщик, Комарова ( 76' Васильева), Кремлева ( 46' Григорьева), Петряева · Арсенал: Byrne, Pealling, MacDonald, Ludlow, Champ, Уайт, Maggs, Grant, Wheatley-Stevens, Fletcher, Tracy |         |       |                          |                                                      |

ЦСК ВВС по итогам первого матча понял, что выигрывать можно даже у «Арсенала». «Арсенал» же понял что легкой прогулки не состоится и перед ответным матчем и попросил федерацию футбола перенести уже два матча (17 и 24 ноября) чемпионата Англии.
| 28 ноября 2002 ¼ финала | Арсенал   | 1:1   | ЦСК ВВС      | Сент-Олбанс                                           |
| 21:45 MSK | 16′ Maggs | отчет | 26′ Кремлева | Стадион: Кларенсе Парк Зрителей: 450 Судья: Орта Лале |
| Арсенал: Byrne, Pealling ( 66' Williams), MacDonald, Ludlow, Champ, Banks, Maggs, Grant, Wheatley-Stevens, Fletcher, Tracy · ЦСК ВВС: Петько, Исаева ( 90' Филиппова), Примак, Джарболова 42' ( 70' Горячева), Григорьева, Карасева, Егорова, Денщик, Комарова ( 66' Дьячкова), Кремлева, Петряева |           |       |              |                                                       |

## Статистика по игрокам
| Игрок                 | Матчей | Гол | Минут | Предупреждён |
| --------------------- | ------ | --- | ----- | ------------ |
| Елена Денщик          | 5      | -   | 450   | -            |
| Татьяна Егорова       | 5      | 1   | 450   | -            |
| Ирина Петряева        | 5      | -   | 450   | 1            |
| Марина Примак         | 5      | -   | 450   | 1            |
| Светлана Петько (вр.) | 5      | - 3 | 424   | -            |
| Юлия Исаева           | 5      | -   | 405   | -            |
| Наталья Филиппова     | 5      | -   | 360   | -            |
| Мария Дьячкова        | 5      | 1   | 358   | 1            |
| Ольга Кремлева        | 5      | 4   | 352   | -            |
| Галина Комарова       | 5      | -   | 350   | -            |
| Ольга Карасева        | 4      | -   | 288   | -            |
| Сауле Джарболова      | 4      | 1   | 277   | 1            |
| Ирина Григорьева      | 4      | 1   | 250   | -            |
| Лилия Васильева       | 3      | -   | 40    | -            |
| Эльвира Тодуа (вр.)   | 2      | -   | 26    | -            |
| Анна Горячева         | 1      | -   | 20    | -            |

- ни в одном матче турнира не приняли участия: Орынбасар Дауренбекова (№5), Ольга Уварова (№14) и Ирина Малыгина (№20).
- Елена Кононова (№11) - исключена из заявки клуба в УЕФА.

## Зрители
| Игр       | Всего     | Среднее   | Игр      | Всего    | Среднее  | Игр      | Всего    | Среднее  |
| Все матчи | Все матчи | Все матчи | Домашние | Домашние | Домашние | Гостевые | Гостевые | Гостевые |
| --------- | --------- | --------- | -------- | -------- | -------- | -------- | -------- | -------- |
| 5         | 4,300     | 860       | 1        | 3,000    | 3,000    | 4        | 1,300    | 325      |

## Интересные факты
- ЦСК ВВС первым из российских клубов сыграл еврокубковый матч в России.